# 339486 Raimeux
339486 Raimeux è un asteroide della fascia principale. Scoperto nel 2005, presenta un'orbita caratterizzata da un semiasse maggiore pari a 2,8437395 UA e da un'eccentricità di 0,0538776, inclinata di 7,31447° rispetto all'eclittica.